# Торшонное кружево
Торшонное кружево — вид  коклюшечного кружева из грубой, мягкой пряжи, производимого по всей Европе. 
Кружево торшон отличается грубостью и прочностью, а также простым геометрическим рисунком и прямыми линиями.
Торшонное кружево использовалось средним классом для окантовки или вставки, а также для отделки хлопкового и льняного нижнего белья, где оно было идеальным из-за своей прочности и невысокой стоимости.  Кружево торшон изначально делалось из льна, но издавна используется и хлопок. Он изготавливается полосами от 1 до 2 дюймов (от 2,5 до 5 см) в ширину.  Кружево торшон обычно имеет каркас, очерчивающий рисунок. Каркас впервые был использован в Швеции, но теперь используется повсеместно.  Иногда используются цветные нити, но в основном торшонское кружево белого цвета.
Кружево нищего — это альтернативный термин для кружева торшон. Поскольку оно уже считалось кружевом низших сословий в XIX веке  в Западной Европе.

## История
Торшонное кружево является одним из старейших кружев, и распространено во многих регионах кружевоплетения, таких как Бельгия, Франция, Италия, земля Саксония в Германии, Швеция и Испания. Из-за своей простоты кружево торшон, как правило, является первым кружевом, которое учится делать кружевница. Для кружева требуется всего несколько коклюшек и используются более толстые нити, чем в других технологиях плетения, что облегчает обучение.
Хотя это одно из старейших кружев, кружево торшон не производилось в Англии до конца XIX века и впервые было сделано в Восточном Мидлендсе, поэтому оно не считается английским кружевом.
К началу XX века стали делать машинные копии, почти неотличимые от ручного кружева.

## Технология
Первоначальный «торшонный» чердак, состоящий из правильных квадратов, опирался на забивание под углом 45°.
В узорах, например, французский вариант состоял из льняного переплетения, пауков и скрученных нитей . Шнурки круглой формы сделать не удалось.
Для бельгийского торшона характерен относительно богатый орнамент геометрических форм, иногда с веерными краями, частью очень грубого исполнения.
Для работы было достаточно около 20 пар коклюшек. В основном использовалась льняная пряжа (около 55 текс х 2), часто также хлопчатобумажная и для особых целей — шерстяная или металлическая пряжа и конский волос. 
В XXI веке, помимо торшонных аттиков, используются розетки, пагоды и  тому подобное. Однако наиболее распространенными мотивами являются колонны, треугольники, квадраты и пауки. В инструкциях по вязанию предложены десятки современных узоров (например, 50 различных мансардных обвязок) с инструкциями по их изготовлению. Для некоторых узоров требуется до 96 пар коклюшек. Для обработки рекомендуются относительно тонкие, частично разноцветные тканые льняные, хлопчатобумажные и шелковые нити.  
По известным схемам можно плести в основном декоративные элементы. Шнурки обычно делают любители; о производстве на продажу ничего не известно.

## Машинное производство торшонного кружева
На кружевоплетельной машине (или вязальной машине, приспособленной с 80-х годов XIX века для производства кружев) можно сделать кружево с простым узором из геометрических фигур, которые совершенно неотличимы от оригинальных торшонов ручной работы. Эти специальные станки и всевозможные кружева, производимые на них, называются торшонами. 
Кружево с этих машин можно использовать, например, на скатерти, окантовку и т. д.  Данные об объемах выпуска машин не публикуются.

## В культуре
В рассказе А. П. Чехова «Полинька» (1887) упоминаются несколько видов кружева: «Есть два сорта кружев, сударыня! Бумажные и шёлковые! Ориенталь британские, валенсьен, кроше, торшон — это бумажные-с».